# Joe Nemechek
Joseph Frank „Joe“ Nemechek III (* 26. September 1963 in Lakeland, Florida) ist ein US-amerikanischer NASCAR-Rennfahrer. Er fährt derzeit die Startnummer 87 für sein eigenes Team, NEMCO Motorsports, im NASCAR Sprint Cup und der NASCAR Nationwide Series. Nemechek ist NASCAR-Busch-Series-Champion des Jahres 1992. Sein Sohn John Hunter Nemechek ist ebenfalls ein erfolgreicher NASCAR-Rennfahrer.

## Karriere

### Frühe Jahre
Im Alter von 13 Jahren begann Joe Nemechek Motocrossrennen zu fahren. Später fuhr er bei mehreren Short-Track-Rennen in den USA und gewann auch mehrere dieser Veranstaltungen. Sein Debüt in der damaligen Busch Series gab er in der Saison 1989 auf dem North Carolina Speedway, wo er von Rang 40 startete und 30. wurde.

### Busch Series
1990 wechselte Nemechek endgültig in die Busch Series und kam mit dem Wagen Nummer 87 auf zwei Top-5-Resultate sowie Platz 17 in der Meisterschaft. Für seine Saisonleistung erhielt er die Auszeichnung Rookie of the Year. Im Folgejahr kam er auf 16 Top-10-Ergebnisse und Platz sechs in der Meisterschaft. 1992 gewann er seine zwei ersten Rennen und wurde vor Bobby Labonte Champion der Serie. 1993 gewann Nemechek kein Rennen, jedoch startete er dreimal von der Pole-Position. Die Meisterschaft beendete er als Fünfter. In der gleichen Saison gab er sein Debüt im Winston Cup auf dem New Hampshire Motor Speedway. Er startete von Position 15, wurde aber wegen Versagens eines Kipphebels 36. Nach zwei weiteren Rennen in der Nummer 87 fuhr er weitere Rennen für Morgan-McClure Motorsports, bei denen er unter anderem eine 23. Platz in Rockingham erzielte.

### 1994–1999

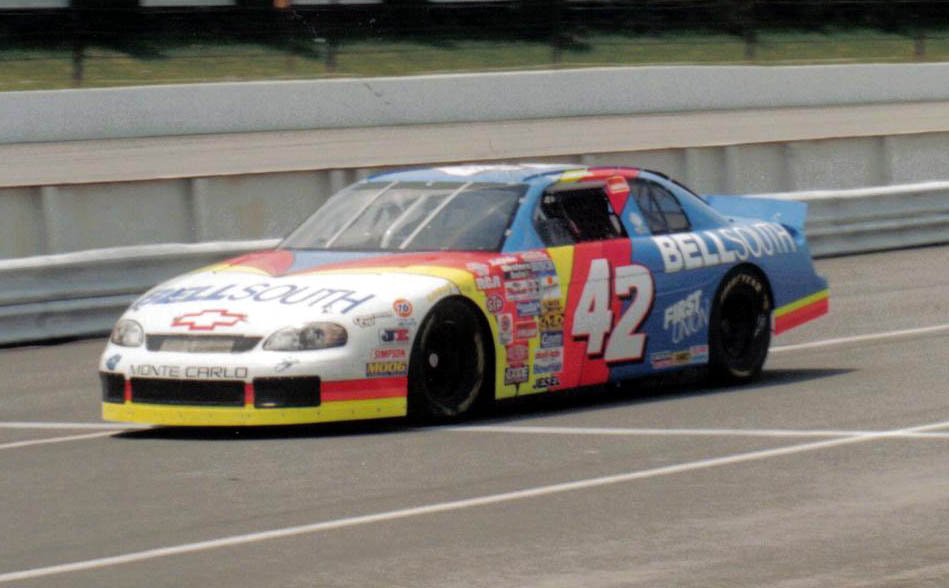
Joe Nemechek 1997 in Pocono

1994 fuhr Nemechek für Larry Hedrick Motorsports im Wagen mit der Nummer 41, dabei startete er bei zwei Rennen nicht, fuhr zweimal unter die besten Zehn und wurde zum Ende der Saison 27. In der Busch Series startete er lediglich auf dem Richmond International Raceway. In der darauffolgenden Saison wurde er beim MBNA 500 Vierter und 28. in der Meisterschaft. Nachdem Nemechek mit seinem Team außerhalb der Top 35 geriet und sich deshalb für jedes Rennen hätte qualifizieren müssen, verließ er den Rennstall und ging bei SABCO Racing unter Vertrag. Nachdem er auf dem Homestead-Miami Speedway seinen Bruder John verloren hatte, gewann er die ersten beiden Pole-Positions seiner Karriere im Winston Cup auf dem California Speedway und dem Pocono Raceway. Nachdem er 1999 auf dem New Hampshire Motor Speedway seinen ersten Sieg im Winston Cup einfuhr, gab er bekannt, dass er sein Team verlassen wird. Nach zwei Pole-Positions in Martinsville und auf dem Talladega Superspeedway beendete er das Jahr als 30. in der Meisterschaft.

### 2000–2005

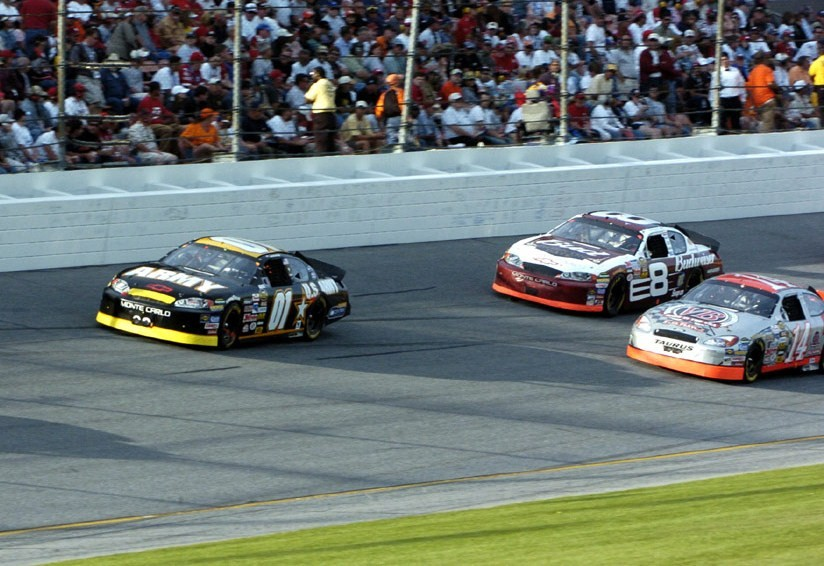
Nemechek beim Daytona 500 2005

2000 unterschrieb Nemechek bei Andy Petree Racing für den Wagen mit der Nummer 33. Nach dem Start aus der ersten Reihe in Talladega wurde er in der Meisterschaft 15. Ein Jahr nach einer Ellenbogenverletzung siegte er 2001 in North Carolina. Wegen finanzieller Probleme innerhalb des Rennstalls wechselte Nemechek zu Haas-Carter Motorsports. Nachdem Haas-Carter seinen Hauptsponsor verloren hatte, musste Nemechek auch dieses Team verlassen.
Für ein paar Rennen ersetzte er den verletzten Johnny Benson im Wagen Nummer 10 von MB2 Motorsports. In der Saison 2002 fuhr er für Hendrick Motorsports im Wagen Nummer 25 zwei zweite Plätze in den letzten vier Rennen ein. In der Saison 2003 gewann er das Pontiac Excitement 400, wurde jedoch nur 25. in der Meisterschaft.
2004 wechselte er wieder zu MB2/MBV Motorsports und fuhr den Wagen mit der Nummer 01. Im November gewann er auf dem Kansas Speedway vor Ricky Rudd. Am Tag zuvor gewann er bereits das Rennen der Busch Series auf dem Speedway und wurde somit der erste Fahrer, dem das „Double“ gelang. 2005 startete er zweimal von der Pole-Position und verfehlte lediglich um sieben Punkte sein bestes Jahresendergebnis.

### 2006 bis heute

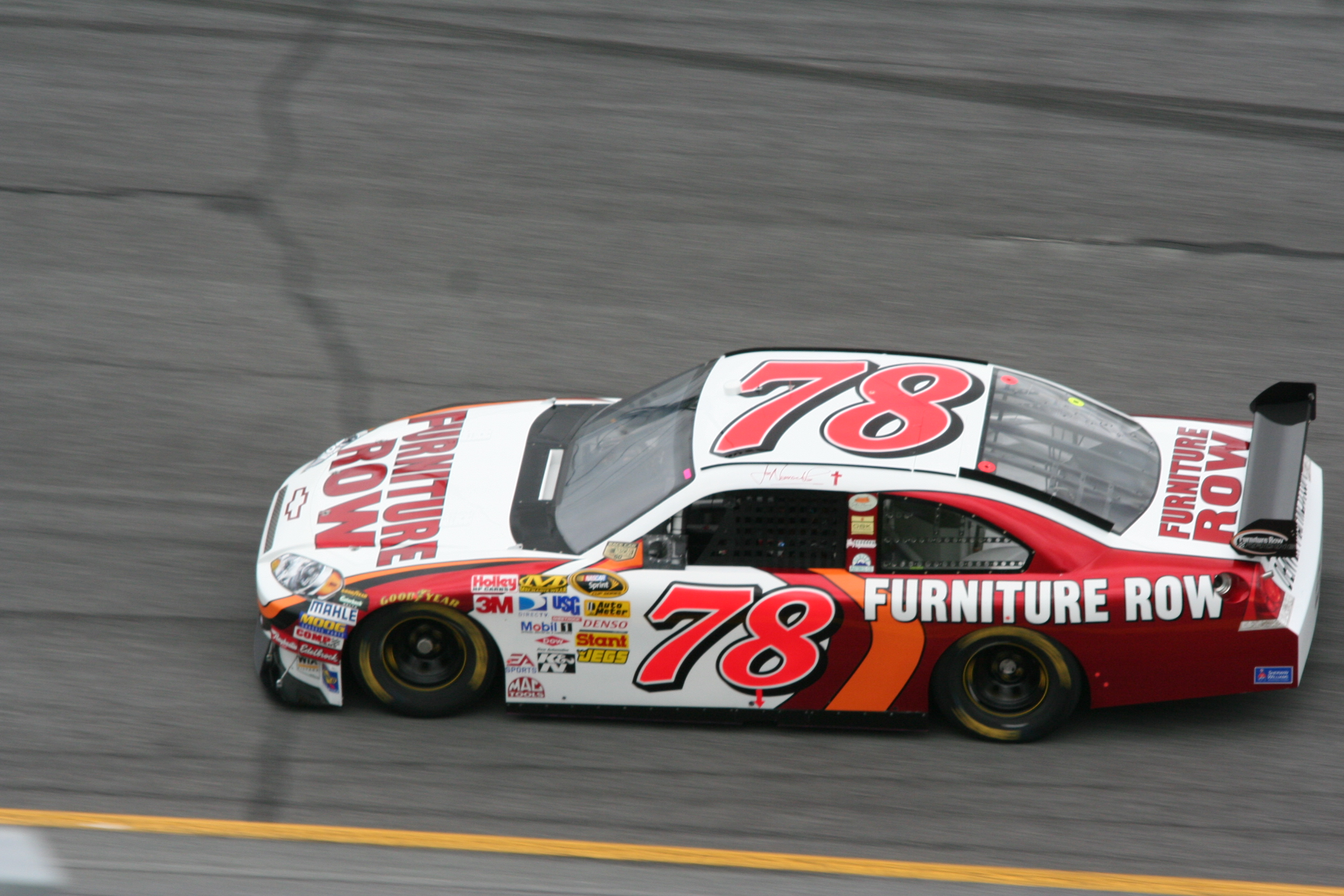
Nemechek beim Daytona 500 2008

2006 fuhr er unter dem neuen Namen Ginn Racing für dasselbe Team wie in den Vorjahren. Nachdem Mark Martin seinen Platz übernommen hatte, sollte er fortan im Wagen Nummer 13 fahren. Da jedoch die Sponsoren ausblieben, konnte er im Juli schon keine Rennen mehr fahren, also unterschrieb er bei E&M Motorsports. Nach zwei Rennen wechselte er zu Furniture Row Racing, wo er einen Dreijahresvertrag unterschrieb. Im April 2008 erzielte er in Talladega seine zehnte Pole-Position, zugleich war es die erste für Furniture Row Racing. Im Juli 2008 wurde er in Daytona 18. und markierte das beste Ergebnis von Furniture Row Racing überhaupt. 2008 fuhr er einen Chevrolet Monte Carlo SS mit der Startnummer 87 für sein eigenes Team NEMCO Motorsports in der Nationwide Series. 2009 fuhr er für das gleiche Team wieder einen Chevrolet im Sprint Cup, diesmal ein Kundenfahrzeug von Hendrick Motorsports.